# Dejvická (metropolitana di Praga)
Dejvická è una stazione della linea A della metropolitana di Praga.

## Storia
La stazione è stata attivata il 12 agosto 1978. Precedentemente era conosciuta come Leninova, in onore di Lenin, e fu rinominata Dejvická nel 1990 in seguito alla rivoluzione di velluto.
La stazione fu costruita tra il 1973 e il 1978 con un costo di 301 milioni di corone cecoslovacche. La stazione è stata il capolinea occidentale della linea A fino all'apertura del prolungamento verso Nemocnice Motol, avvenuta il 6 aprile 2015.

## Strutture e impianti
La stazione è sotterranea ed è dotata di 2 binari, serviti da una banchina centrale.

## Servizi
La stazione è dotata di ascensori per le persone a mobilità ridotta.
- Biglietteria
- Servizi igienici

## Interscambi
- Fermata autobus (linee 107, 108, 116, 143, 147, 149, 160, 180, 340, 350 e 355)[3]
- Fermata tram (linee 8, 18, 20 e 26)[3]